# Szlovénia vasúti közlekedése
Az új EU-tagállamok közül a kis Szlovénia csatlakozott a legmagasabb életszínvonallal. Az országban alig két-három nagyobb város található, ezek közé tartozik Maribor és Ljubljana. Szlovénia egyik fő jelentőségét a koperi kikötő forgalma adja, továbbá jelentős a szerepe a Nyugat-Európa és Horvátország közötti kereskedelemben. Vasúthálózatának hossza 1228 km, normál nyomtávú, 503 km hosszan villamosítva.

## A szlovén vasúti liberalizáció
A Szlovén Vasutak holdinggá alakítása 2003-ban történt meg, mindössze három leányvállalatot hoztak létre: személyszállító, áruszállító és infrastruktúra társaságot. Létrehozták az engedélyező és tanúsító szervezetet is. Az engedélyekért azonban nem tolong egyelőre senki. A szlovén vasút ugyanis jól, hatékonyan és versenyképesen dolgozik. Noha a teherszállítás 92%-a tranzit, e piacra önmagában aligha startol rá bárki is. A viszonylag rövid szlovén szakaszra önálló céget kiépíteni nem lenne hatékony. A Szlovén Vasutak még nyitott bármely társasággal együttműködni.

## Szlovénia vasúti helyzete
A szlovén személyszállító vonatok 2003-ban 15,1 millió utast szállítottak, ami 4%-kal múlja felül a 2002-es szintet. A társaság 1990-ig stabil 1,5 milliárd utaskilométert teljesített. Ez hirtelen harmadára csökkent az ország függetlenné válásakor. Azóta ha nagyon lassan is, de 15 éve töretlenül fejlődik a cég, és soha nem csökken. A személyszállítást szinte kizárólag dízel és villany motorvonatokkal bonyolítják. A Jugoszláviából „átmentett” járművek cseréje szinte egyszerre történt meg. A kis távolságok és a viszonylag magas pályasebesség miatt a Desiro motorvonat mindenütt megállja a helyét.
Noha a vonatok kihasználtsága nem mindig magas, azért a vasúti szolgáltatás megbízható, kulturált és színvonalas. A személyszállító cég – a térségben szokatlan módon – vélhetően így sem fogja romokba dönteni az államháztartást. Vasárnap – a turisztikai nevezetességekhez menő, továbbá az IC és ICS vonatok kivételével – szinte teljesen leáll a vasúti személyforgalom.
A szlovén vasút igazi énje a teherszállítás. A vonalak bővítése, villamosítása mind ennek van alárendelve, joggal. 2005-ben a 15,8 millió tonna áru elszállítása közel 60%-os piaci részesedésnek felelt meg (Ezt az unióban csak a posztszovjet Észtország 74,3%-a múlja felül).
Az SŽ 2022-ben 13,9 millió utast szállított, a szlovén vonalakon pedig összesen 25,8 millió tonna áru haladt át.
A forgalom 92%-a nemzetközi forgalomban történik, és mindezt – Svájccal és Szlovákiával ellentétben – nem az útépítések elhanyagolásával vagy jogszabályi korlátozással, hanem magas szolgáltatási színvonallal érte el.

## Képek

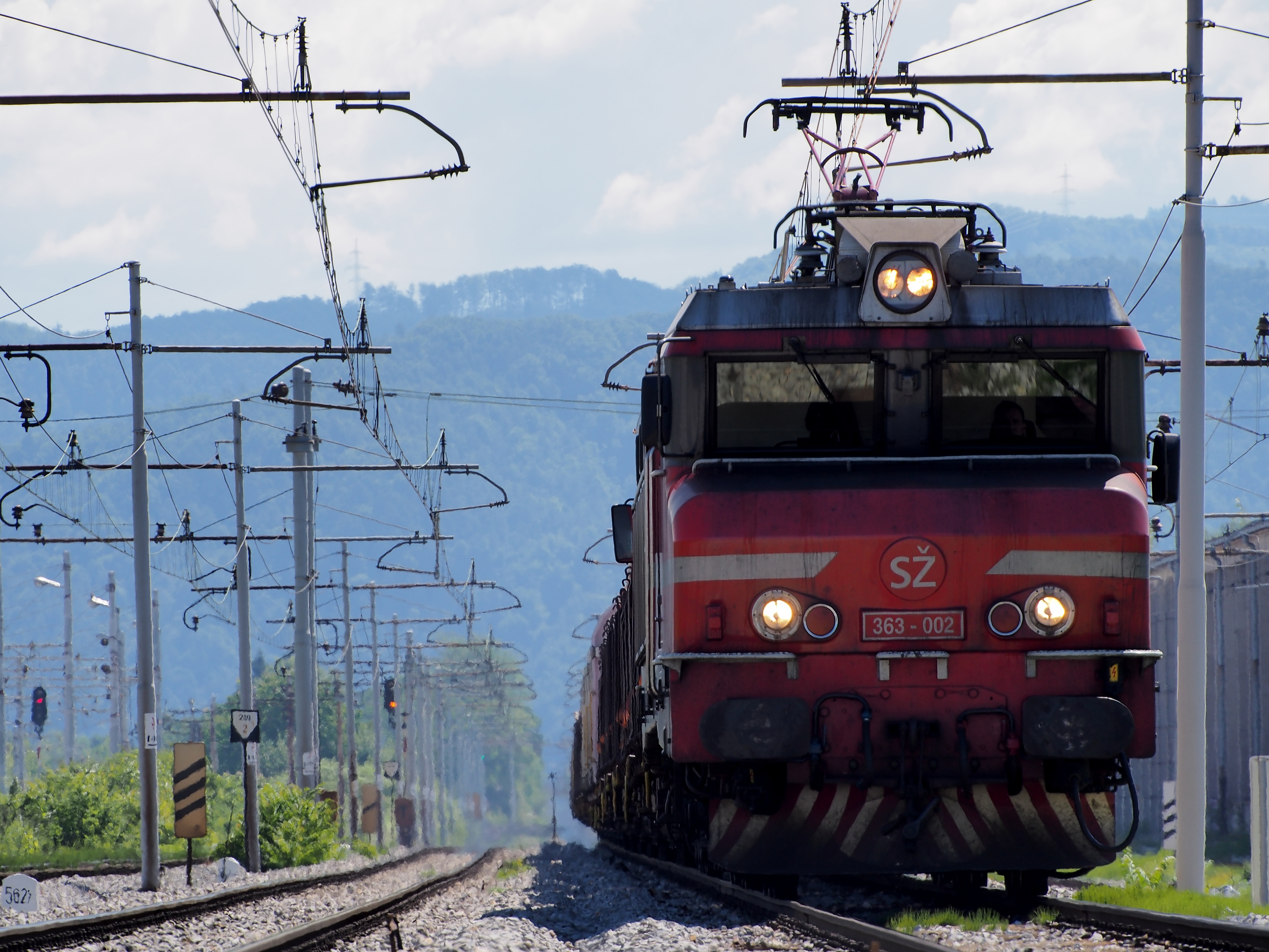
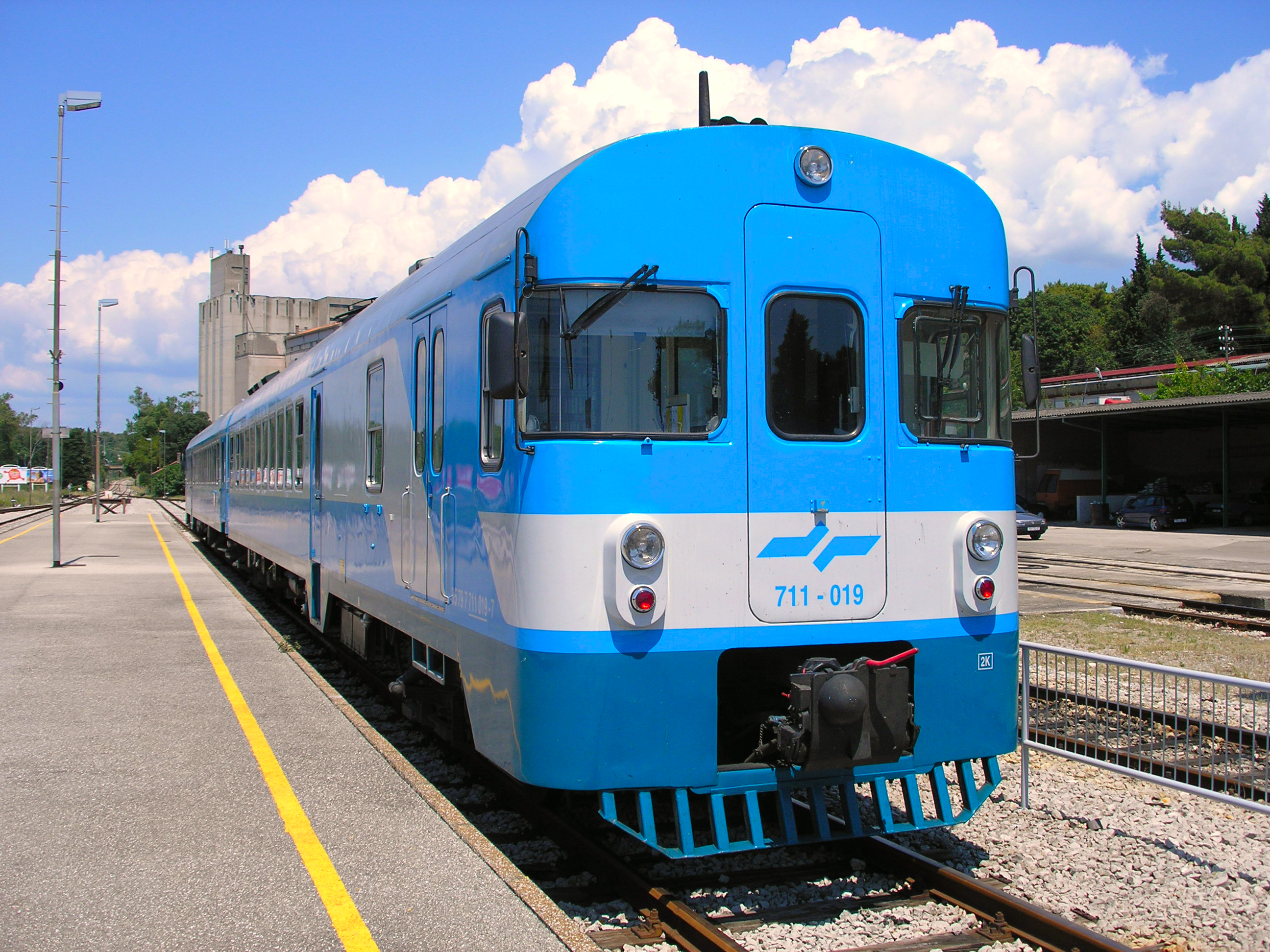
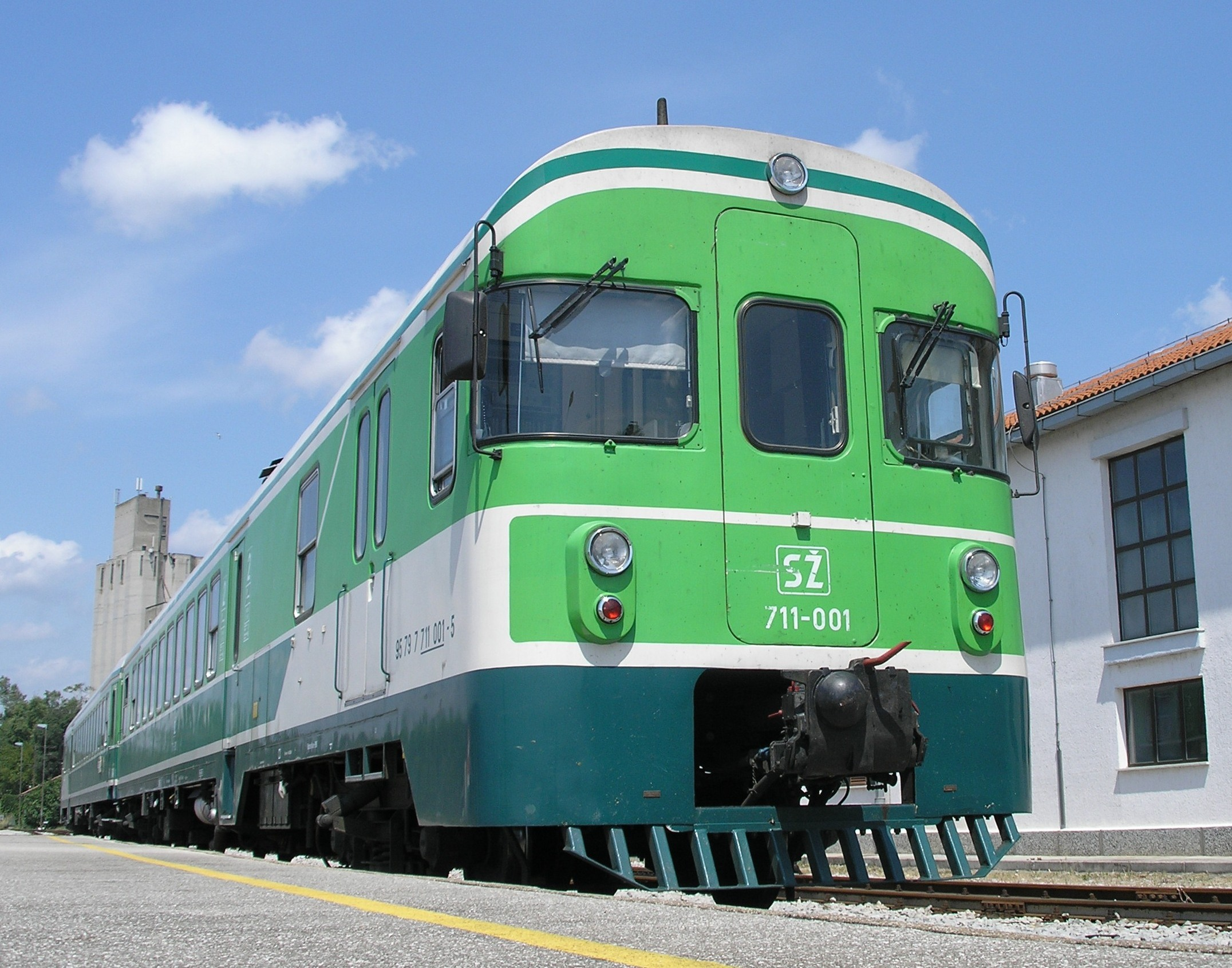
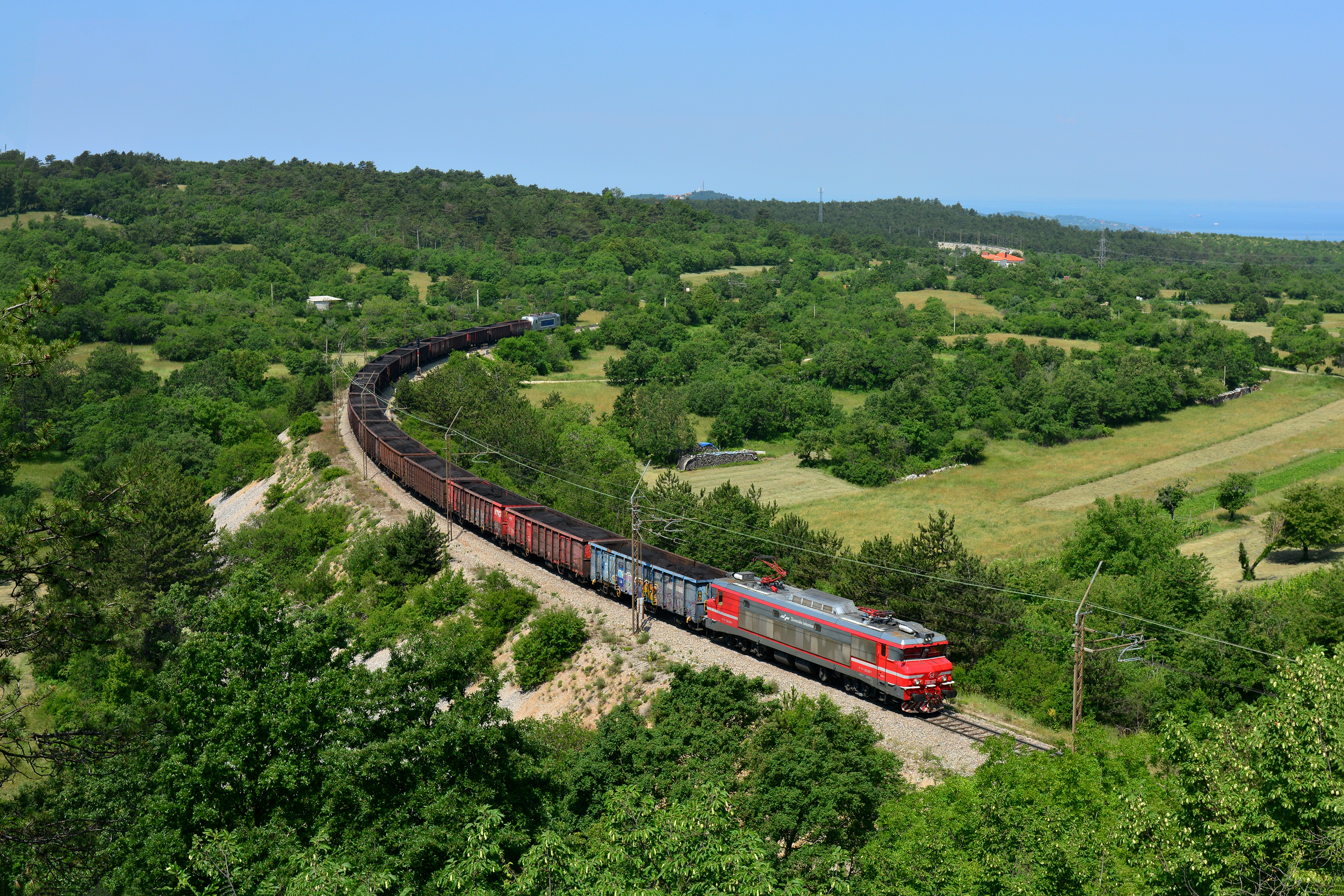
Tehervonat Szlovéniában
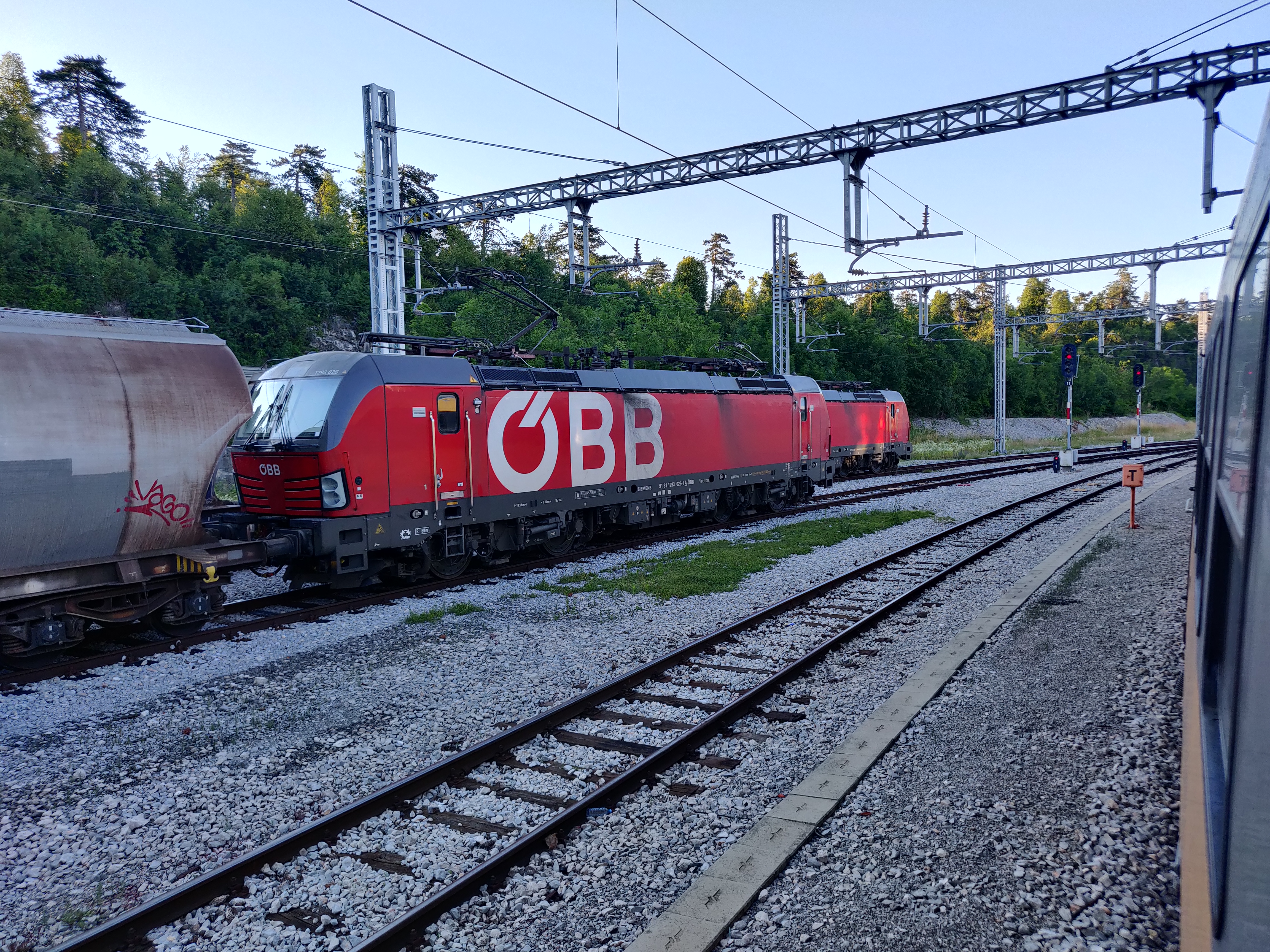
Az ÖBB Vectron villamos mozdonya Szlovéniában

## Vasúti kapcsolata más országokkal
- Ausztria – azonos nyomtávolság, eltérő áramrendszer 3 kV DC / 15 kV AC
- Olaszország – azonos nyomtávolság, azonos áramrendszer
- Horvátország – azonos nyomtávolság, eltérő áramrendszer 25 kV 50 Hz AC / 3 kV DC
- Magyarország – azonos nyomtávolság, eltérő áramrendszer 25 kV 50 Hz AC / 3 kV DC